# Pudman Creek
Pudman Creek är ett vattendrag i Australien. Det ligger i delstaten New South Wales, i den sydöstra delen av landet, omkring 230 kilometer väster om delstatshuvudstaden Sydney.
Trakten runt Pudman Creek består till största delen av jordbruksmark. Trakten runt Pudman Creek är nära nog obefolkad, med mindre än två invånare per kvadratkilometer. Genomsnittlig årsnederbörd är 794 millimeter. Den regnigaste månaden är februari, med i genomsnitt 163 mm nederbörd, och den torraste är oktober, med 28 mm nederbörd.